# 奥莉加·胡坚科
奥莉加·谢尔盖耶芙娜·胡坚科（1992年5月12日—），白俄罗斯女子皮划艇运动员，2012年夏季奥林匹克运动会女子四人皮艇500米铜牌得主、2016年夏季奥林匹克运动会女子四人皮艇500米铜牌得主、2020年夏季奥林匹克运动会女子四人皮艇500米银牌得主。